# Cephalaria petiolata
Cephalaria petiolata är en tvåhjärtbladig växtart som beskrevs av Robert Harold Compton. Cephalaria petiolata ingår i släktet jätteväddar, och familjen Dipsacaceae. Inga underarter finns listade i Catalogue of Life.